# Coddia rudis
Coddia es un género monotípico de plantas con flores perteneciente a la familia Rubiaceae. Su única especie: Coddia rudis, es originaria del sur de África.

## Descripción
Es un arbusto que alcanza un tamaño de 0.4 - 3 m de altura a una altitud de 15 - 1484 metros en Mozambique, Zimbabue y Sudáfrica.

## Taxonomía
Coddia rudis fue descrita por (E.Mey. ex Harv.) Verdc. y publicado en Kew Bulletin 36: 509, en el año 1981.
Sinonimia
- Gardenia microcarpa Hochst.
- Heinsia capensis H.Buek ex Harv.
- Lachnosiphonium rude (E.Mey. ex Harv.) J.G.García
- Lachnosiphonium rude var. parvifolium Yamam.
- Randia parvifolia Harv.
- Randia rudis E.Mey. ex Harv. basónimo
- Xeromphis rudis (E.Mey. ex Harv.) Codd[4]